# Gonnesa
Gonnesa – miejscowość i gmina we Włoszech, w regionie Sardynia, w prowincji Sud Sardynia. Graniczy z Carbonia, Iglesias i Portoscuso.
Według danych na rok 2004 gminę zamieszkiwały 5173 osoby, 110,1 os./km².